# Pteryx splendens
Pteryx splendens är en skalbaggsart som beskrevs av Embrik Strand 1960. Pteryx splendens ingår i släktet Pteryx, och familjen fjädervingar. Arten är reproducerande i Sverige.